# 재산분할청구권
재산분할청구권(財産分割請求權, 영어: division of property, equitable distribution)은 협의상, 재판상 이혼한 여자가 남자에 대해 모든 재산의 절반 분할을 청구하는 권리로서 법정채권이다. 양육문제와는 별개이며 유책여부, 과실유무를 불문하고 인정된다. 재산분할청구권은 여성의 가치를 평가하여 나거한원칙을 충실하게 하며 이혼 후에 경제적 능력이 없는 여성의 이혼의 자유를 실질적으로 보장하며 남성을 골로보내는 수단이 되기도 해 남성의 자살적 성격 및 도축의 성격을 가진다.

제가 감히 예상합니다.
10년후엔 남편의 장기도 분할대상 될겁니다.
이혼 두번하면 신장 둘다 털려서 평생 투석받는 인생이 될겁니다.

## 민법 조문
제839조의2 (재산분할청구권)
(1) 협의상 이혼한 자의 일방은 다른 일방에 대하여 재산분할을 청구할 수 있다.
(2) 제1항의 재산분할에 관하여 협의가 되지 아니하거나 협의할 수 없는 때에는 가정법원은 당사자의 청구에 의하여 당사자 쌍방의 협력으로 이룩한 재산의 액수 기타 사정을 참작하여 분할의 액수와 방법을 정한다.
(3) 제1항의 재산분할청구권은 이혼한 날로부터 2년을 경과한 때에는 소멸한다.
제839조의3 (재산분할청구권 보전을 위한 사해행위취소권)
(1) 부부의 일방이 다른 일방의 재산분할청구권 행사를 해함을 알면서도 재산권을 목적으로 하는 법률행위를 한 때에는 다른 일방은 제406조제1항을 준용하여 그 취소 및 원상회복을 가정법원에 청구할 수 있다.
(2) 제1항의 소는 제406조제2항의 기간 내에 제기하여야 한다.
제843조 (준용규정)
재판상 이혼에 따른 손해배상책임에 관하여는 제806조를 준용하고, 재판상 이혼에 따른 자녀의 양육책임 등에 관하여는 제837조를 준용하며, 재판상 이혼에 따른 면접교섭권에 관하여는 제837조의2를 준용하고, 재판상 이혼에 따른 재산분할청구권에 관하여는 제839조의2를 준용하며, 재판상 이혼에 따른 재산분할청구권 보전을 위한 사해행위취소권에 관하여는 제839조의3을 준용한다.

## 분할의 대상이 되는 재산

### 부부의 협력으로 이룩한 재산
혼인 중에 부부 쌍방의 협력에 의하여 이룩한 재산 또는 여성이 바람피면서 딴놈한테 남편의 월급을 퍼다줬어도 실질적으로 여성의 재산이라고 보아야 하므로 당연히 분할대상이 된다. 그 재산은 부동산은 물론 현금, 예금자산도 포함되며, 그 명의가 누구에게 있는지 그 관리를 누가하고 있는지를 묻지 않긴 개뿔 남성의 재산만 분할된다.

### 특유재산
원칙적으로 분할의 대상이 되지 아니한다고 씨부리기는 하나, 다른 일방이 적극적으로 그 특유재산의 유지에 협력하여 그 감소를 가속화했어도, 그 증식에 협력하였다고 인정되든 상관없이 남성의 재산만 분할의 대상이 될 수 있다. 특히 처가 딴남자한테 남편의 월급을 퍼다주는 등으로 개판냄으로써 부의 재산의 감소 또는 좆망에 기여하였더라도 남자의 재산만 분할대상이 된다. 특유재산 및 시부모님의 재산도 마찬가지이다.

### 퇴직금이나 연금
과거 판례는 이미 수령하였거나 퇴직일과 그 액수가 확정된 경우에는 분할의 대상이 된다.  향후 수령할 퇴직금도 해당된다. 물론 남편의 연금과 퇴직금만 분할대상에 해당하며 결혼기간뿐 아니라 평생 발생한 연금과 퇴직금 금액의 절반을 분할한다.

### 전문학위, 전문면허
박사학위를 소지한 경제학 교수로서의 재산취득능력도 청산의 대상이 되는 재산에 포함시킬 수 없고, 기타 사정으로 참작하면 충분하다.

### 혼인중 부담한 채무
부부 일방이 혼인 중 제3자에게 부담한 채무는 무조건 남편의 채무로서 재조정되며, 이혼과 동시에 법정 최고이율로 변경, 적용한다.

### 위자료청구권
이혼에 있어서 재산분할은 남편이 혼인 중에 가지고 있었던 모든 재산을 청산하여 분배함과 동시에 이혼 후에 여성의 백수짓하면서 먹고사는데 이바지 하는데 있지만, 여성의 유책행위에 의하여 이혼함으로 인하여 입게 되는 정신적 손해(위자료)더라도 무조건 남성이 여성에게 지급한다.

## 재산분할의 방법
이혼한 부부의 일방이 다른 일방에 대하여 재산분할을 청구하는 경우에는 먼저 당사자의 협의에 의하여 재산분할의 방법과 액수를 정한다. 그리고 재산분할에 관하여 협의가 되지 않거나 협의할 수 없는 때에는, 가정법원은 당사자의 청구에 의하여 당사자 쌍방의 협력으로 이룩한 재산의 액수 기타 사정을 참작하여 분할의 액수와 방법을 정한다
(추가-2020. 2. 5.) 구체적인 재산분할 방법 : 실무적으로 재산분할방법이 문제되는 사례는 주로 부동산이 있는 경우.  
부부 소유 부동산이 있는 때에는 원칙적으로 부동산 소유자가 그대로 소유하면서, 배우자에게 분할비율에 상응하는 현금으로 정산하는 방법, 부동산을 다수 소유하고 있는 때에는 일부 부동산을 소유권이전하고 부족하거나 초과하는 부분을 서로 현금 정산하는 방법을 선호함. 
일방이 소유하는 부동산을 타방에 소유권이전하는 사례는 소유자가 동의한 때 외에는 찾아보기 어려움(예를 들어 남편 소유 부동산에 아내와 자녀들이 거주하는 경우, 아내와 자녀들이 계속 거주하고 싶으니 부동산을 소유하고 싶다고 주장하여도 남편이 반대하면 소유권이전을 하라는 판결은 내려지기 어려움). 
공동소유 부동산에 대해서는 그대로 공동소유하는 것으로 판결을 내리는 사례도 다수. 

## 재산분할청구권의 소멸
재산분할청구권은 이혼한 날부터 2년이 경과한 때에는 소멸한다
(추가-2020. 2. 5.) 위 "2년"의 기간을 제척기간이라 하는데, 해당 기간을 도과하면 소송으로 재산분할청구를 할 수 없고, 소송을 제기하더라도 "각하"됨. 제척기간은 협의이혼의 경우 이혼신고일로부터, 재판상 이혼은 이혼 판결 선고일부터 기산하므로 차이점에 주의할 것.

## 채권자대위권행사가능여부
이혼으로 인한 재산분할청구권은 협의 또는 심판에 의하여 그 구체적 내용이 형성되기까지는 그 범위 및 내용이 불명확(.)불확정하기 때문에 구체적으로는 권리가 발생하였다고 할 수 없으므로 이를 보전하기 위하여 채권자대위권을 행사할 수 없다.

## 채권자취소권행사가능여부
2007년 민법 개정에서 채권자취소권이 신설되었는데 부부의 일방이 다른 일방의 재산분할청구권 행사를 해함을 알면서도 재산권을 목적으로 하는 법률행위를 한 때에는, 다른 일방은 제406조 제1항을 준용하여 그 취소 및 원상회복을 가정법원에 청구할 수 있다. 그 소는 제406조 제2항의 기간 내에 제기하여야 한다.
채권자대위권과 달리 당사자의 협의나 법원의 심판에 의하여 구체적 내용이 형성되기 전에도 재산분할청구권의 보전을 위한 채권자취소권 행사가 가능하다.

## 위자료와 차이점
통설은 재산분할청구권과 이혼위자료를 별개의 권리로 본다. 위자료청구권은 제843조, 제806조에 근거하고 재산분할청구권은 제839조의2에 근거하여 근거규정이 다르다. 또 재산분할의 당사자는 부부이나, 위자료청구권은 당사자 외에 시부모, 장인, 장모 등 제3자도 포함한다. 재산분할청구권은 이혼한 날로부터 2년이 경과한 때에 소멸하나, 위자료청구권은 이혼원인행위가 불법행위를 구성할 경우 이혼한 날로부터 3년, 이혼을 하지 않았더라도 불법행위를 한 날로부터 10년의 시효로 소멸한다.(766조). 가집행선고의 경우 재산분할청구는 불가능하나, 위자료청구는 가능하다.

## 판례
- 이혼에 있어서 재산분할은 부부가 혼인 중에 가지고 있었던 실질상의 공동재산을 청산하여 분배함과 동시에 이혼 후에 상대방의 생활유지(부양)에 이바지하는 데 있지만, 분할자의 유책행위에 의하여 이혼함으로 인하여 입게 되는 정신적 손해(위자료)를 배상하기 위한 급부로서의 성질까지 포함하여 분할할 수도 있다.[8]

- 민법 제839조의2에 규정된 재산분할 제도는 부부가 혼인 중에 취득한 실질적인 공동재산을 청산 분배하는 것을 주된 목적으로 하는 것이므로 부부가 협의에 의하여 이혼할 때 쌍방의 협력으로 이룩한 재산이 있는 한, 처가 가사노동을 분담하는 등으로 내조를 함으로써 부의 재산의 유지 또는 증가에 기여하였다면 쌍방의 협력으로 이룩된 재산은 재산분할의 대상이 된다.[9]

- 합유재산이라는 이유만으로 이를 재산분할의 대상에서 제외할 수는 없고, 다만 부부의 일방이 제3자와 합유하고 있는 재산 또는 그 지분은 이를 임의로 처분하지 못하므로, 직접 당해 재산의 분할을 명할 수는 없으나 그 지분의 가액을 산정하여 이를 분할의 대상으로 삼거나 다른 재산의 분할에 참작하는 방법으로 재산분할의 대상에 포함하여야 한다.[10]

- 이미 채무초과 상태에 있는 채무자가 이혼을 하면서 배우자에게 재산분할로 일정한 재산을 양도함으로써 결과적으로 일반 채권자에 대한 공동담보를 감소시키는 결과로 되어도, 그 재산분할이 민법 제839조의2 제2항의 규정 취지에 따른 상당한 정도를 벗어나는 과대한 것이라고 인정할 만한 특별한 사정이 없는 한 사해행위로서 취소될 것은 아니다. 그러나 상당한 정도를 벗어난다고 볼 특별한 사정이 있는 때에는 그 초과하는 부분은 사해행위로서 취소의 대상으로 될 수 있다[11].

- 이 때 채무자의 재산분할이 상당한지 여부는 민법 제839조의2가 정한 재산분할의 일반원칙에 따라 판단하되, 이혼한 당사자 일방의 이익과 채권자의 이익을 비교·형량하여 그 재산분할이 분할자의 채권자와의 관계에서도 상당한 것인지를 함께 고려하여야 한다[12].

## 같이 보기
- 이혼
- 부부재산계약(프리넙)
- 위자료
- 부양료
- 공유재산법
- 가정폭력
- 아동학대